# Albert Langell
Alexander Albert Langell, född den 10 november 1815 i Stockholm, död den 22 november 1880 i Göteborg, var en svensk läkare.
Langell blev student vid Dorpats kejserliga universitet 1832 och vid Uppsala universitet 1834. Han avlade medicine kandidatexamen i Uppsala 1839 och medicine licentiatexamen 1841. Langell promoverades till medicine doktor sistnämnda år och blev kirurgie magister vid Karolinska institutet 1842. Han var läkare vid Skultuna och Svanå bruk samt vid Strömsholms nya kanal 1843–1846, bataljonsläkare vid Västmanlands regemente 1843–1850, läkare vid kronoarbetskårens depotkompani 1844–1846 och stadskirurg i Arboga 1847–1849. Han var lasarettsläkare i Örebro 1849–1858, bataljonsläkare vid Livregementets husarkår 1851, förste bataljonsläkare där 1852–1858, intendent vid Adolfsbergs brunn i Örebro län 1852–1858 och överläkare vid Allmänna och Sahlgrenska sjukhusets i Göteborg medicinska avdelning från 1858 till sin död. Han blev riddare av Nordstjärneorden 1871.